# Bayraktar Mini UAV
Die Baykar Bayraktar Mini UAV ist eine türkische Aufklärungsdrohne. Sie wird von der türkischen Firma Baykar gebaut und befindet sich seit 2007 im Einsatz, hauptsächlich genutzt wird sie von den Landstreitkräften der Türkei.

## Entwicklung
Im Jahr 2004 wurde die Idee aufgebracht, dass man ein Fluggerät bräuchte, mit dem man sowohl Tagsüber als auch in der Nacht fliegen, beobachten und überwachen kann. Es sollte sich speziell um ein Fluggerät handeln was optimal auf kurzen Strecken genutzt werden kann. Daraufhin hat die Firma Baykar Technology im Jahre 2005 die Bayraktar Mini UAV entwickelt. Hunderte Test- und Demonstrationsflüge wurden durchgeführt.
Erster Nutzerstaat war die Türkei die einen Liefervertrag für die Türkischen Landstreitkräfte abgeschlossen hat.
Es gibt mindestens 3 verschiedene Varianten der Baykar Bayraktar Mini UAV, die Variante Bayraktar A, die Variante Bayraktar B und die Variante Bayraktar D.
Nachdem das System diversen Testläufen und Modifikationen unterzogen worden ist, entwickelte sich daraus die Variante Bayraktar B. Das lässt darauf schließen das die älteste Variante (A) ausschließlich noch bei den Türkischen Streitkräften im Einsatz ist, wenn sie nicht schon längst durch modernere Versionen ersetzt worden ist.
Aufgrund des Erfolges in der Region haben die Landstreitkräfte Katars im Jahre 2012 mit  Baykar Technology einen Kaufvertrag abgeschlossen. Der Firma Baykar nach hat die neueste Version, die Bayraktar Mini UAV D, eine doppelt so große Kommunikationsreichweite und kann dreimal so hoch fliegen wie Ihr Vorgänger, der Variante B.

## Überblick und Fähigkeiten

### Überblick

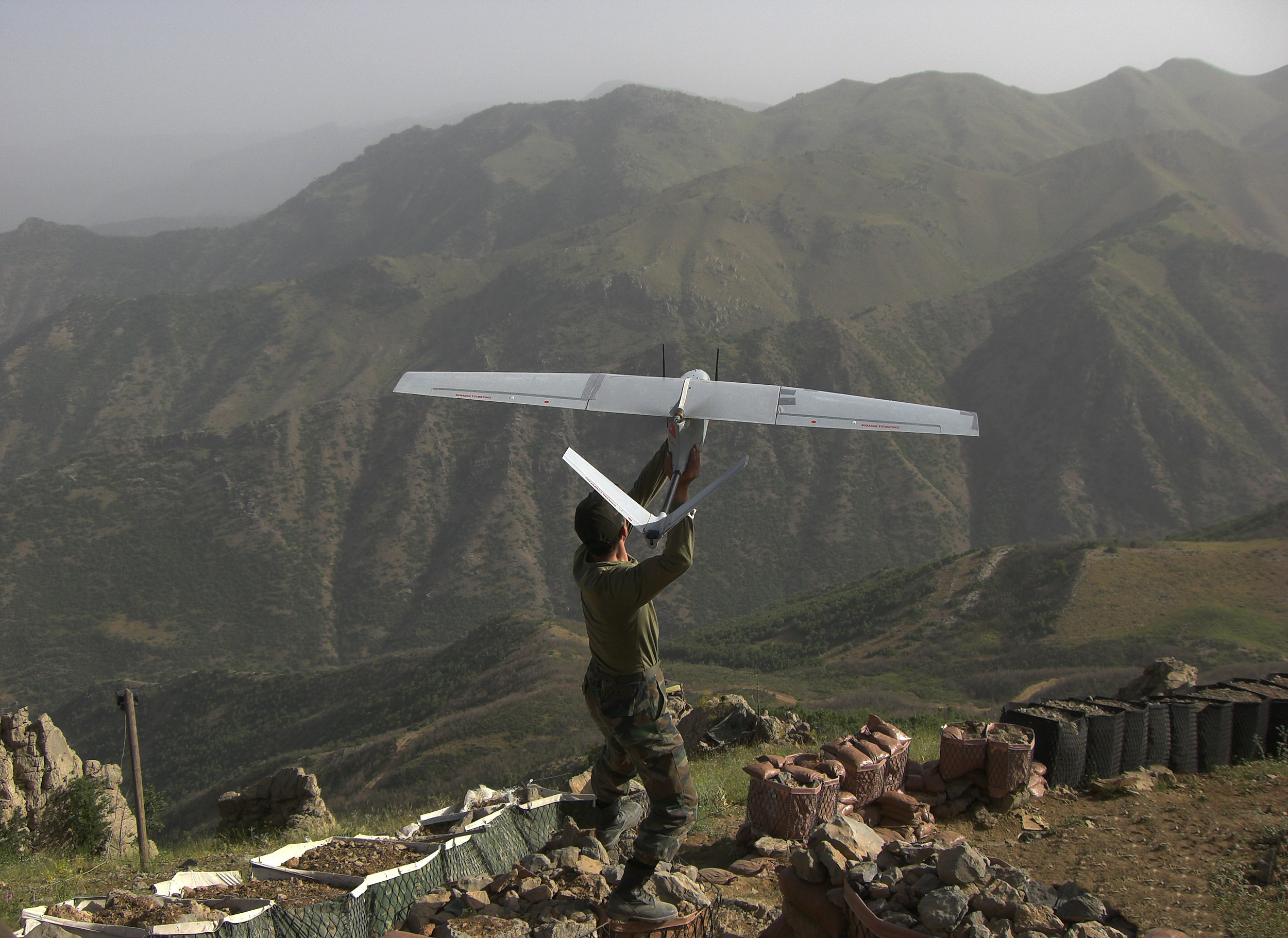
Bayraktar Mini UAV wird von Soldat gestartet

Die Bayraktar Mini UAV ist ein System was von Hand gestartet wird, es ist leicht zu tragen und ist auch für raue Lagen entwickelt, sowohl für widrige Wetterbedingungen als auch schwierige geografische Lagen. Bis 2021 hat das System mindestens 100.000 Flugstunden absolviert.

### Fähigkeiten
Mini UAV
- Automatische Wegpunktnavigation
- Sichere digitale Kommunikation
- Home Return und automatische Fallschirmlandung bei Kommunikationsverlust
- Intelligentes Batteriemanagementsystem
- Ferngesteuerte Steuerung und Überwachung
- Ground Control Umschaltung
- Automatischer Start
- Automatischer Flug
- Automatische Bauchlandung / Fallschirmauslösung
- Joystick-unterstützte halbautomatische Steuerung
- Automatische Strömungsabriss Kontrolle bei Ausfall des Elektromotors
- Automatische Schleuderkontrolle bei sehr rauen Windverhältnissen
- Echtzeit-Integration von Online Kartendiensten (Anzeige von Telemetriedaten, Routen etc. in Echtzeit)

Batterielademodul
- On-Screen-Display
- Zielkoordinatenschätzung mit einer Genauigkeit von 10 Metern
- Automatisches Tracking-Antennensystem

## Einsatz
Die Baykar Bayraktar Mini UAV ist seit 2007 im Einsatz und wird von mindestens vier verschiedenen Ländern eingesetzt.

### Türkische Militäroffensiven in Nordsyrien
Die Türkischen Landstreitkräfte haben die Drohne zusammen mit Baykar Technology bei Türkischen Militäroffensiven in Nordsyrien getestet. Die Bayraktar Mini UAV wurde dabei zur Überwachung von bewaffneten Rebellen, Kurdischer Separatisten der PKK, eingesetzt.

### Russischer Überfall auf die Ukraine 2022
Die türkische Firma Baykar Technology hat zu Beginn des Russischen Überfalls auf die Ukraine 2022 mindestens 24 Bayraktar Mini UAV's an die Ukrainischen Streitkräfte geliefert. Die Drohnen werden von der Ukraine genutzt um gegnerische Ausrüstung wie z. B. Artillerie zu entdecken oder zu beobachten.

## Nutzerstaaten
Katar 2012
- Streitkräfte Katars

 Libyen 2020
- Streitkräfte Libyens

 Türkei 2007
- Türkisches Heer
- Türkische Polizei

 Ukraine 2022
- Ukrainisches Heer

## Technische Daten
| Kenngröße                  | Bayraktar A                     | Bayraktar B                               |
| -------------------------- | ------------------------------- | ----------------------------------------- |
| Länge                      | 1,2 m                           | 1,2 m                                     |
| Spannweite                 | 1,6 m                           | 1,9 m (optional 2,5 m)                    |
| Gewicht                    | 3,5 kg                          | 4,5 kg                                    |
| Energiequelle              | Elektrisch (Batterie)           | Elektrisch (Batterie)                     |
| Start                      | per Handstart                   | per Handstart                             |
| Landung                    | Bauchlandung                    | Bauchlandung oder Landung per Fallschirm  |
| Kommunikationsreichweite   | 10 km                           | 15 km (mit Auto-Tracking Antennensystem)  |
| Flugzeit                   | ca. 60 Minuten                  | ca. 60 Minuten (bei 1000 Metern Flughöhe) |
| Betriebsflughöhe           | 300 Meter (1000 Fuß)            | 910 Meter (3000 Fuß)                      |
| Maximal Flughöhe           | 3.700 Meter (12.000 Fuß)        | 3.700 Meter (12.000 Fuß)                  |
| Geschwindigkeit im Einsatz | 70 km/h                         | 55 km/h                                   |
| Nutzlast 1                 | CCD-Kamera (fest montiert)      | CCD-Kamera (Neigungsachsenbewegung)       |
| Nutzlast 2                 | Wärmebildkamera (fest montiert) | Wärmebildkamera (Neigungsachsenbewegung)  |
| Material                   | Verbundwerkstoff                | Verbundwerkstoff                          |

Die Bayraktar Mini UAV D verfügt über eine hochauflösende Kamera, die 10-fachen optischen Zoom, oder auch 32-fachen Digitalzoom nutzen kann. Außerdem verfügt die Mini UAV D über eine verbesserte Reichweite und verbesserte Kommunikation.
Sie kann bei Temperaturen von - 20°C bis zu + 55 °C eingesetzt werden.